# Paris-Roubaix 1990
La 88e édition de la course cycliste Paris-Roubaix a eu lieu le 8 avril 1990 et a été remportée par le Belge Eddy Planckaert. L'épreuve comptait 265 kilomètres.

## Classement
| #  | Coureur                 | Équipe                |    | Temps           |
| -- | ----------------------- | --------------------- | -- | --------------- |
| 1  | Eddy Planckaert         | Panasonic-Sportlife   | en | 7 h 37 min 02 s |
| 2  | Steve Bauer             | 7-Eleven-Hoonved      | +  | 0 s             |
| 3  | Edwig Van Hooydonck     | Buckler-Colnago-Decca |    | 0 s             |
| 4  | Martial Gayant          | Toshiba               |    | 0 s             |
| 5  | Jean-Marie Wampers      | Panasonic-Sportlife   |    | 3 s             |
| 6  | Gilbert Duclos-Lassalle | Z                     |    | 3 s             |
| 7  | Thomas Wegmüller        | Weinmann              |    | 7 s             |
| 8  | Adrie van der Poel      | Weinmann              |    | 10 s            |
| 9  | Rudy Dhaenens           | PDM-Concorde          |    | 10 s            |
| 10 | John Talen              | Panasonic-Sportlife   |    | 10 s            |